# Salle Borik
La salle Borik (en serbe cyrillique Дворана Борик ; en serbe latin : Dvorana Borik), ou salle de sport Borik, est une salle omnisports située à Banja Luka, la capitale de la république serbe de Bosnie, en Bosnie-Herzégovine. Elle est située dans le quartier de Borik. Elle est la salle attitrée du club de handball RK Borac et du club de basket-ball KK Borac.

## Histoire
La salle Borik a été inaugurée le 20 avril 1974,, avec un match de handball opposant le RK Borac Banja Luka au RK Viteks Visoko.
En avril 2016, elle accueille la phase finale de la Challenge Cup (ou EuroCup 4), quatrième division de la coupe d'Europe des clubs de basket-ball en fauteuil roulant, organisée par le club du KKI Vrbas Banja Luka.

## Caractéristiques
La salle Borik dispose d'environ 3 000 places assises et peut en tout accueillir 5 000 spectateurs. En plus des compétitions de handball et de basket-ball, elle abrite aussi des compétitions de bowling et des matchs de boxe. De nombreux événements sont organisés dans la salle comme des concerts, des foires ou des réunions politiques. Pendant la guerre de Bosnie-Herzégovine, elle a également servi d'abri à de nombreux réfugiés.